# Грибов, Никита Витальевич
Никита Витальевич Грибов (бел. Мікіта Віталевіч Грыбаў; род. 25 мая 2002, Брест) — белорусский футболист, защитник клуба ЛЗС.

## Карьера

### Начало карьеры
Воспитанник футбольной академии брестского «Динамо». В сезоне 2020 года впервые попал в заявку основной команды брестского клуба, однако на поле так и не вышел. В начале 2021 года на правах свободного агента присоединился к брестскому «Руху». В брестском клубе стал выступать за дублирующий состав. В апреле 2022 года на правах свободного агента стал игроком «Малориты», с которой заключил контракт до конца сезона. Однако в июне 2022 года клуб снялся с розыгрыша чемпионата, за который успел отличиться 4 забитыми голами. В скором времени вернулся в брестское «Динамо». В составе брестского клуба продолжил выступать в дублирующем составе, также единожды попав в заявку основной команды клуба.

### «Белшина»
В марте 2023 года на правах свободного агента перешёл в бобруйскую «Белшину», подписав контракт до конца сезона. Дебютировал за клуб 19 марта 2023 года в матче против «Сморгони», выйдя на замену на 88 минуте. Первым результативным действием за клуб отличился 22 апреля 2023 года в матче против мозырской «Славии», отдав голевую передачу. Футболист быстро закрепился в основной команде бобруйского клуба, став одним из ключевых игроков. В сентябре 2023 года выбыл из распоряжения клуба. В ноябре 2023 года появилась информация о том, что игрок находиться в распоряжении брестского «Динамо», в котором поддерживает форму. По итогу сезона вместе с клубом завершил чемпионат на итоговом последнем месте. 

### «Карина» Губин
В феврале 2024 года на правах свободного агента присоединился к польскому клубу «Карина». Дебютировал за клуб 9 марта 2024 года в матче против павловицкого «Пнювека», выйдя на поле в стартовом составе. Первым результативным действием за клуб отличился 16 марта 2024 года в матче против клуба «Ракув II», отдав голевую передачу. Дебютным забитым голом за клуб отличился 30 марта 2024 года в матче против клуба «Стилон». На протяжении сезона выступал за польский клуб в роли одного из ключевых игроков, отличившись забитым голом и результативной передачей. По итогу сезона вместе с клубом завершил чемпионат на итоговом четвёртом месте в своей группе. По окончании сезона покинул польский клуб.

### «Полония» Слубице
В июле 2024 года на правах свободного агента присоединился к слубицкой «Полонии», подписав контракт до конца сезона. Дебютировал за клуб 3 августа 2024 года в матче против клуба «Гочалковице-Здруй», выйдя на поле в стартовом составе. Дебютным забитым голом за клуб отличился 17 августа 2024 года в матче против зелёна-гуравской «Лехии». На протяжении сезона выступал за польский клуб в роли ключевого игрока, отличившись своим единственным забитым голом. По итогу сезона вместе с клубом завершил чемпионат на итоговом последнем месте, вылетев в Четвёртую лигу. По окончании срока действия контракта покинул слубицкий клуб.

### ЛЗС Старовице-Дольне
В июле 2025 года на правах свободного агента присоединился к польскому клубу ЛЗС из деревни Старовице-Дольне. Дебютировал за клуб 2 августа 2025 года в матче против клуба «Гочалковице-Здруй», выйдя на поле в стартовом составе.